# Labirynt duchów
Labirynt duchów (hiszp. El laberinto de los espíritus) – czwarta i zarazem ostatnia część, zamykająca cykl Cmentarz zapomnianych książek autorstwa hiszpańskiego pisarza Carlosa Ruiza Zafóna. Autor jest uznawany za drugiego po Cervantesie najlepiej sprzedającego się pisarza w Hiszpanii. Książka została wydana w 2016 roku. Swoją polską premierę miała 11 października 2017 roku. Została przełożona na język polski przez Katarzynę Okrasko i Carlosa Marrodán Casasa. Oprócz Labiryntu duchów, tetralogię Cmentarza zapomnianych książek tworzą Cień wiatru (hiszp. La sombra del viento), Gra anioła (hiszp. El juego del ángel) i Więzień nieba (hiszp. El prisionero del cielo). Autor podkreślał, że książki nie tworzą ułożonej chronologicznie historii. Przeciwnie, wątki zarówno znanych nam z innych części, jak i nowych bohaterów przeplatają się ze sobą. Podobnie jest z miejscami, w których dzieje się akcja. Wątki są osadzone we frankistowskiej rzeczywistości Barcelony lat 50, jak i w Madrycie, więzieniu Montjuïc, księgarni Sempere i Synowie i wielu innych miejscach. Można je czytać w dowolnej kolejności, traktując każdą jako niezależną historię.

## Opis fabuły
W Labiryncie duchów do Barcelony zostaje ściągnięta Alicja Gris, 29-letnia, wybitna agentka madryckiej policji, z misją odnalezienia zaginionego ministra kultury Mauricio Vallsa. Do sprawy przydzielony zostaje jej jako partner kapitan Vargas z barcelońskiej policji. Szybko dowiadujemy się, że tuż przed zniknięciem Valls otrzymał listy z groźbami, których autor nawiązywał do czasów gdy minister sprawował funkcję dyrektora cieszącego się złą sławą więzienia Montjuïc. Alicja i kapitan Vargas na rozwiązanie śledztwa mają zaledwie kilka dni. Podczas dochodzenia na jaw wychodzi mroczna strona przeszłości bohaterów i tajemnice więzienia Montjuïc, przez co detektywi staną w obliczu śmiertelnego niebezpieczeństwa.
Dla agentki Gris przyjazd do Barcelony powoduje konfrontacje z demonami przeszłości, z którymi Alicja będzie musiała poradzić sobie w trakcie rozwiązywania zagadki zaginięcia Vallsa. Z pozoru zimna i pozbawiona emocji, intryguje nowych współpracowników swoją urodą i ponadprzeciętnym intelektem. W trakcie poszukiwań Vallsa Alicja trafia do księgarni Sempre i Synowie, dobrze znanej czytelnikom pozostałych części. W tym tomie Danielowi Sempere i Fermínowi Romero de Torres przypada rola drugoplanowa, jednak nadal biorą oni aktywny udział w akcji powieści.
Labirynt duchów to opowieść, w której Carlos Ruiz Zafón przeprowadza czytelnika przez sieć intryg i dotychczas niewyjaśnionych tajemnic, doprowadzając go do wyjścia z labiryntu. Wątki z poprzednich tomów przeplatają się ze sobą. Wraz z rozwiązywaniem zagadki zaginięcia ministra Vallsa wiele tajemnic pozostałych bohaterów zostaje rozwikłanych. Czytelnik dowiaduje się więcej o przeszłości Fermina, tajemniczym pisarzu Caraxie, jak i poznaje prawdę o śmierci matki Daniela. Elementy niezwykle złożonej układanki, którą czytelnik do tej pory próbował ułożyć, zaczynają tworzyć spójną całość.

## Atmosfera Barcelony
Akcja cyklu Cmentarza Zapomnianych Książek ma miejsce w XX-wiecznej Hiszpanii, w okresie frankistowskiej dyktatury. Jak w każdej pozostałej części cyklu, w tej również akcja powieści jest osadzona przede wszystkim w Barcelonie, w latach pięćdziesiątych. W tej części została ona ukazana nad wyraz mrocznie. Na ulicach panuje ponury klimat, nad miastem unosi się wiele cierpienia z czasów wojny. Nastrój jest ciężki i tajemniczy. Barcelona zamienia się w miasto cieni, które prześladują bohaterów, sprawiają, że na każdym kroku czują się obserwowani. 
Barcelona jest jedną z bohaterek powieści Carlosa Ruiza Zafóna. W cyklu Cmentarza Zapomnianych Książek wykreował jej prawdziwie magiczny, a jednocześnie groźny charakter. Autor tworzy opisy konkretnych miejsc, ulic, podaje nazwy kawiarni i sklepów. Jednocześnie opisuje mroczne zakątki miasta, więzienie Montjuic, opuszczone kamienice i domy skrywające tajemnice poprzednich części tetralogii. Tak jak i pozostałe części, Labirynt duchów zostaje wzbogacony o strony z czarno-białymi fotografiami Barcelony i Madrytu.

## Recepcja Labiryntu duchów
Zamknięcie cyklu Zafona Labiryntem duchów zostało bardzo pozytywnie przyjęte w środowisku czytelniczym. Została nazwana jedną z najbardziej znaczących książek pierwszej połowy XXI wieku. Zakończenie okazało się satysfakcjonujące, ponieważ zamyka wszystkie wątki tej, jak i poprzednich części. W Hiszpanii i Ameryce Łacińskiej została sprzedana w nakładzie ponad 700 000 egzemplarzy. Zdaniem krytyków, ten tom ma niemal kinematograficzną fabułę, która powinna dać czytelnikowi więcej zabawy z perspektywy krytyki kulturowej, niż stricte literackiej.
Dodatkowo, fabuła różni się od poprzednich książek, bo nie prezentuje wątków relatywnie liniowo. Każdy z wątków poprzednich tomów powraca w tej części by doprowadzić czytelnika do rozwiązania nawarstwiających się zagadek rodziny Sempere i pozostałych bohaterów Cmentarza zapomnianych książek.
Przez czytelników została nazwana najmroczniejszą częścią Cmentarza zapomnianych książek. Umiejętnie łączy w sobie wiele wątków. Chociaż głównym tematem jest zaginięcie ministra Vallsa, porusza obok wątek złożonych relacji międzyludzkich, czy równie złożony i typowy dla Zafóna, wątek zakazanej literatury. Książka została obwołana świetnym przykładem tzw. literatury środka. Umiejętne balansowanie Carlosa Ruiza Zafona między różnymi gatunkami zostało również docenione w recenzjach czytelniczych. Autor przeplata klimat kryminału, obrazy śmierci i tortur z pięknem poruszającej powieści obyczajowej. Posługuje się wyszukanym językiem i historycznym tłem, a także rozbudowanymi opisami oraz licznymi odwołaniami literackimi.
W Labiryncie duchów pojawiają się typowe dla autora sztuczki, m.in. sceny z lalkami, motyw literatury jako odbicia życia ludzkiego i wpływu słowa pisanego na rzeczywistość. Książkę można określić jako powieść szkatułkową, ponieważ skrywa w sobie wiele mniejszych opowiastek, które autor umiejętnie ze sobą splata. Według krytyków ta ostatnia część tetralogii wyjątkowo zasługuje na ekranizację, dzięki swoim rozbudowanym opisom sytuacji, umiejętnym przekazaniu przez słowo pisane klimatu każdej sceny. W niektórych rozdziałach czytelnik porusza się niczym kamera za bohaterami powieści, czując sensacje podobne do tych które doświadczamy w sali kinowej.